# War 70
War 70 est un jeu vidéo de type wargame créé par Mike Wheeler et publié par Cases Computer Simulations en 1983 sur ZX Spectrum. Le jeu retrace les guerres napoléoniennes. Il se déroule sur deux échelles de cartes différentes. Le jeu débute sur une carte à l'échelle stratégique qui représente deux pays, leurs capitales, huit autres villes et les routes qui les relient. Sur celle-ci, chaque camp dispose de neuf armées qui peuvent être déplacés à 32 endroits de la carte. A chaque tour, chaque joueur déplace ses armées pour tenter d'engager ou d'éviter le combat. Lorsque deux armées ennemies se rencontre, le jeu bascule sur une carte à l'échelle tactique où se déroule l'affrontement. A chaque emplacement de la carte stratégique correspond un champ de bataille spécifique, constitués de forêts, de rivières et de bâtiments. Sur ce champ de bataille, chaque joueur dispose de huit unités de quatre types différents, qu'ils dirigent en entrant les coordonnées de l'endroit ou ils souhaitent les déplacer,. L'objectif du jeu est de capturer la capitale de l'adversaire, puis d'en garder le contrôle pendant trois jours. En 1983, le jeu permet à Mike Wheeler de prendre la deuxième place du concours des Cambridge Award du meilleur jeu sur ZX Spectrum, organisé par l'éditeur Cases Computer Simulations et le magazine Sinclair User,.

## Accueil
| War 70                  |      |       |
| Média                   | Pays | Notes |
| Home Computing Weekly   | GB   | 4/5   |
| Personal Computer Games | GB   | 7/10  |